# 秋月えり
秋月 えり（あきづき えり）は、日本の女性声優。福岡県出身

## 経歴
2019年からSTAR FLASHへ所属。2021年退所。

## 人物
- 趣味・特技として、紅茶、読書、保湿、書道、包帯巻きを挙げている。

## 出演

### 舞台
- 空を想う（2022年10月）ソラ役※ダブルキャスト

### 音声ドラマ
- 聖鐘騎士リヨン（2023年）ローズマリー

### ナレーション

#### CM･PV
- ラ チッタデッラ（LA CITTADELLA）
  - 「チッタウェディング（CITTA' WEDDING）」（2020年）

### ラジオ
- FRIENDSRING2（エフエム那覇）[2]
- 声優ホシ☆ヒカル（2020年6月 - 、TokyoStarRadio（八王子FM 77.5MHz））